# Tužnatka slizká
Tužnatka slizká (Multiclavula mucida) je stopkovýtrusná houba z čeledi kyjankovitých. Současně se označuje jako bazidiolišejník, protože vstupuje do symbiotického svazku s jednobuněčnými řasami.

## Synonyma
- Clavaria mucida
- Lentaria mucida
- Stichoclavaria mucida

## Popis
Její plodnice jsou 0,5 - 1 cm vysoké, válcovité, řídce větvené. Je nejedlá. Roste na podzim v horských lesích, například na hnijícím dřevě. Vyhledává spáleniště (antrakofilie).